# Esomus
Esomus là một chi cá lòng tong sắt trong họ cá chép có quan hệ rất gần gũi với chi Danio với đặc trưng là các loài cá có thân dài.

## Các loài
Hiện tại trong chi này ghi nhận các loài sau đây:
- Esomus ahli Hora & Mukerji, 1928: Myanmar.
- Esomus altus (Blyth, 1860): Myanmar.
- Esomus barbatus (Jerdon, 1849) - Cá lòng tong bay Nam Ấn Độ: Nam Ấn Độ.
- Esomus caudiocellatus C. G. E. Ahl, 1923: Chưa rõ khu vực phân bố, nhưng có lẽ tại lưu vực sông Salween và bán đảo Mã Lai.
- Esomus danricus (F. Hamilton, 1822) - Cá lòng tong bay Nam Á: Từ Afghanistan, Pakistan qua Ấn Độ tới Myanmar và Sri Lanka.
- Esomus lineatus C. G. E. Ahl, 1923 - Cá lòng tong bay sọc: Bangladesh (khu vực cửa sông Hằng).
- Esomus longimanus (Lunel, 1881) - Cá lòng tong bay: Lưu vực sông Mekong từ cao nguyên Khorat (Thái Lan) tới Biển Hồ (Campuchia); bán đảo Mã Lai, các sông suối duyên hải ở đông nam Thái Lan và Campuchia, lưu vực sông Chao Phraya.
- Esomus malabaricus F. Day, 1867: Kerala (Ấn Độ).
- Esomus malayensis C. G. E. Ahl, 1923 - Cá lòng tong bay Mã Lai: Malaysia, Việt Nam?
- Esomus manipurensis Tilak & Jain, 1990: Manipur (Ấn Độ).
- Esomus metallicus C. G. E. Ahl, 1923: Lưu vực các sông Mekong, Salween và Chao Phraya; cũng có ở miền bắc bán đảo Mã Lai.
- Esomus thermoicos (Valenciennes, 1842): Ấn Độ và Sri Lanka.